# Вовничи
Вовничи (укр. Вовничі) — село в Бокиймовской сельской общине Дубенского района Ровненской области Украины.
До 2020 года входило в Млиновский район.
Население по переписи 2019 года составляло 547 человека. По состоянию на 2024 год в селе проживает около 500 человек. Почтовый индекс — 35135. Телефонный код — 3659. Код КОАТУУ — 5623881601.